# KCNK18
El miembro 18 de la subfamilia K del canal de potasio (KCNK18), también conocido como canal de potasio de la médula espinal relacionado con TWIK (TRESK) o K2P 18.1, es una proteína que en los seres humanos está codificada por el gen KCNK18 . K2P 18.1 es un canal de potasio que contiene dos dominios P formadores de poros.
Una falla en este gen podría ayudar a desencadenar migrañas. Si el gen no funciona correctamente, los factores ambientales pueden desencadenar más fácilmente los centros de dolor en el cerebro y causar un fuerte dolor de cabeza.